# Přenos (elektrotechnika)
Přenos v elektrotechnice vyjadřuje míru přenesené energie (napětí, proudu, nebo výkonu) ve dvojbranu mezi vstupem a výstupem. Použití přenosu je důležitým parametrem u frekvenčních filtrů (dolní, horní, pásmová propust a pásmová zádrž).

## Přenos elektrického obvodu
Přenos je dán poměrem výstupní veličiny ke vstupní. Značí se A s indexem přenesené veličiny (U - napětí, I - proud a P - výkon) a je bezrozměrný, nebo vyjádřen procenty:
| Napětí                                       | Proud                                        | Výkon                                        |
| -------------------------------------------- | -------------------------------------------- | -------------------------------------------- |
| {\displaystyle A_{U}={\frac {U_{2}}{U_{1}}}} | {\displaystyle A_{I}={\frac {I_{2}}{I_{1}}}} | {\displaystyle A_{P}={\frac {P_{2}}{P_{1}}}} |

- Je-li přenos větší než 1 (>100%), pak je výstupní veličina (napětí, proud, výkon) vyšší než vstupní a dvojbran zesiluje.
- Je-li přenos menší než 1 (<100%), pak je výstupní veličina (napětí, proud, výkon) nižší než vstupní a dvojbran utlumuje.

## Zisk / útlum
Častěji se však používá přenos vyjádřený logaritmicky, v decibelech nazývaný zisk nebo útlum. Je-li přenos více než 1 (>100%, >0dB), nazýváme jej ziskem. Pokud je menší než 1 (<100%, <0dB), nazýváme jej útlumem. Častěji se však používá označení zisk (i v záporných hodnotách).
| Napětí                                                             | Proud                                                              | Výkon                                                              |
| ------------------------------------------------------------------ | ------------------------------------------------------------------ | ------------------------------------------------------------------ |
| {\displaystyle a_{U}=20.\log A_{U}=20.\log {\frac {U_{2}}{U_{1}}}} | {\displaystyle a_{I}=20.\log A_{I}=20.\log {\frac {I_{2}}{I_{1}}}} | {\displaystyle a_{P}=10.\log A_{P}=10.\log {\frac {P_{2}}{P_{1}}}} |

- Je-li přenos menší než 1, pak po zlogaritmování vznikne záporné číslo. Dvojbran tedy utlumuje v záporných decibelech.
- Je-li přenos větší než 1, pak po zlogaritmování vznikne kladné číslo. Dvojbran má tedy zisk v kladných hodnotách decibelů.

### Odvození konstanty pro výkon
U výkonového zisku/útlumu je číslo 10, zatímco u napětí a proudu je 20. Je to dáno dosazením. Dosadíme-li do vzorce pro napěťový zisk /útlum výkon, proudy se vykrátí a druhá mocnina obou napětí se přenese před logaritmus a tím se z 10 stane 20.